# Miedna (gmina)
Miedna – dawna gmina wiejska istniejąca do 1939 roku w woj. poleskim (obecnie na Białorusi). Siedzibą gminy była Miedna (473 mieszk. w 1921 roku).
W okresie międzywojennym gmina Miedna należała do powiatu brzeskiego w woj. poleskim. Do gminy Miedna należała niewielka eksklawa, położona po lewej stronie od Bugu, na terenie gminy Zabłocie w woj. lubelskim (niedaleko wsi Szostaki). Po wojnie obszar gminy Miedna (oprócz owej eksklawy, która pozostała w Polsce) wszedł w struktury administracyjne Związku Radzieckiego.
Zobacz też: gmina Miedzna, gmina Miedźna